# Black One
Black One – szósty album zespołu Sunn O))). Jego styl jest kombinacją tradycyjnego brzmienia zespołu jak i eksperymentów muzycznych. Na albumie występuje wielu gości, zwłaszcza muzyków blackmetalowych, jak Malefic i Wrest z zespołów Xasthur i Leviathan.

## Lista utworów

### Dysk pierwszy
1. "Sin Nanna" – 2:19
2. "It Took the Night to Believe" – 5:56
3. "Cursed Realm (of the Winterdemons)" – 10:10
4. "Orthodox Caveman" – 10:02
5. "CandleGoat" – 8:04
6. "Cry for the Weeper" – 14:38
7. "Báthory Erzsébet" – 16:00

### Dysk drugi
1. "Wine & Fog" – 21:29
2. "Vlad Tepes" – 16:43

## Twórcy
- Malefic (Xasthur)
- Wrest (Leviathan, Lurker of Chalice)
- Oren Ambarchi
- John Wiese
- Mathias Schneeberger
- Greg Anderson (jako Mystic Fogg Invokator)
- Stephen O'Malley (jako MK Ultra Blizzard and Drone Slut)